# おかしな二人 (テレビ朝日)
『おかしな二人』（おかしなふたり）は、2002年にテレビ朝日系「土曜ワイド劇場」で放送されたテレビドラマシリーズ。全2回。主演は伊東四朗と小林聡美。

## 概要
第1作が2002年2月に放送され、好評だったため、ブランクを置かずに同年の8月に第2作が放送された。
第1作は京子の同級生が事件の容疑者であることなどから内容もシリアス寄りであったが、第2作では脚本家が変わったこともあり、かなりコメディータッチになっている。
舞台は第1作は長崎、第2作は金沢・和倉温泉である。
両作とも視聴率はまずまずでシリーズ化も期待されていたが、翌年に小林が連続ドラマに主演したり、初の舞台の主演を務めたりで多忙になってしまい、代わって羽田美智子を相手役とした、『おかしな刑事』が制作されることとなった。
こちらも好評で、シリーズ化されて第27作まで製作された（2024年1月6日で放送終了）。なお、伊東・羽田ははっきり親子役ということになっており、キャラ設定などはあまり変わっていない。

## 登場人物

### 警視庁深川北警察署
平島兵助
演 - 伊東四朗
刑事課刑事。階級は巡査部長。愛称は「ヘイさん」。捜査会議中に居眠りばかりしているため、署内では「居眠りデカ」として有名。捜査で気になったことは、とことん気になるタイプで仕事に生かされている。刑事になりたての頃に長崎に出張し、芸者だった晴江を好きになったこと等から、彼女の娘である京子を自分の子と疑っている。仕事柄では京子のことを強く認めており、逆に京子にとても弱い。家族は妻を8年前に亡くしている。掃除が趣味で、家の中は片付いている。京子と違い、酒にめっぽう弱い。なぜか第2作では堅物キャラではなく、女性に一目惚れしてそのことを嬉しそうに報告するなど、若干キャラが軟化している。
須藤保夫
演 - 大杉漣
刑事課課長。平島の性格を理解し、信頼している。
一之瀬
演 - 平賀雅臣（第1作）
刑事課刑事。
三沢
演 - 永森英二（第1作）
刑事課刑事。
立川精司
演 - 福本伸一（第2作）
刑事課刑事。富山県出身。

### 東京地方検察庁捜査部
田宮京子
演 - 小林聡美
検事。司法試験にトップで合格し、名古屋・神戸・福岡と赴任し、5年で東京地検へ配属。完璧な捜査を求めて、細かい所にまでうるさく口を出し、陰では「ダメ出しのお京」とあだ名をつけられているほど。そのため、担当事務官はいつも胃を痛めている。私生活では無頓着で、部屋は散らかし放題。めっぽう酒に強いが酔うと手がつけられない。高校時代はテニス部。長崎出身。独身。母・晴江を早くに亡くし（第2作の設定）大学時代もわき目をふらず検事になるべくひたすら試験勉強に励んでいたが、まさかの不合格を経験し、傷心のまま能登半島を旅行していた際、思わず自殺の衝動に駆られたこともあった。父親の事は詳しく聞かされていなかった為、もし父が刑事の方なら出世して高官になっているだろうと妄想していたりする。
吉川典代
演 - 片桐はいり
検察事務官。独身。「結婚」という言葉に刺激的に反応する。上司である佐久間に報われない片思いを続けている。京子に常に振り回され、そのたびに胃が痛くなる。
佐久間重之
演 - 中山仁
検事部長。京子を頼もしく感じているが、時に突拍子もないその行動に驚かされることもしばしば。

### その他
田宮晴江
演 - 筒井真理子
京子の亡き母親。長崎で芸者をしながら自分一人の手で娘を育てるが、最後まで父親の名前は明かさなかった。その時付き合っていたのは、刑事と医者だったらしい。平島と別れたのは彼の今後を思っての行為だったらしい。ちなみに第1作では数年前に他界したことになっているが、第2作ではだいぶ以前に亡くなったことになっている。

### ゲスト
第1作「居眠り刑事とダメ出し検事の長崎思案橋殺人慕情」（2002年）
- 田宮晴江のご近所さん - 弓恵子
- 南条芳彦（赤坂料亭「二見」板前・仁美の婚約者） - 石田登星
- 坂下昇（下着泥棒） - 掛田誠
- 警視庁捜査一課 刑事 - 尾崎右宗
- 松岡（赤坂料亭「二見」板長） - 城春樹
- 村井沙織（ホステス） - 村瀬小百合
- 赤坂料亭「二見」板前 - 明石きぶし
- 南条と同じマンションの住人 - 松尾晶代
- 中尾正規（警視庁捜査一課 警部） - 春田純一
- 辻原仁美（赤坂料亭「二見」女将・京子の高校時代の親友） - 床嶋佳子
- 辻原辰男（仁美の父） - 夏八木勲

第2作「能登金剛殺人慕情！金沢・和倉温泉から消えた謎の女」（2002年）
- 矢崎幸男（帝和警備保障 元社員） - 片岡弘貴
- 宇田光一（帝和警備保障 社長・東上野警察署 元警部補） - 佐渡稔
- 樋口充（両国南警察署刑事課 刑事） - 浜田学
- 古賀真紀の母（老人ホーム「みどりの園」入居者） - 風見章子
- 木元達哉（真紀の幼馴染） - ひかる一平
- 菊池裕介（京子の同窓生） - 飯田基祐
- もう一人の大根（浅野太鼓 社員・半年前交通事故死） - 伊東貴明
- 新開三郎（空き巣犯） - 深沢敦
- 両国南警察署 署長 - 飯島大介
- 宇田家の家政婦 - 大島蓉子
- 渡辺愛子（同居人） - 津田三七子
- 帝和警備保障 社員 - 谷本一
- 老人ホーム「みどりの園」入居者 - 山本緑
- 木元の同僚の職人 - 菊池隆志
- 大根良江（謙三の妻・海女） - 中島ひろ子
- 大根謙三（和菓子会社社員） - 天宮良
- 村岡宏海（両国南警察署刑事課 刑事） - 渡辺いっけい
- 古賀真紀（帝和警備保障 社員） - 純名りさ

## スタッフ
- 脚本 - 坂田義和（第1作）、西岡琢也（第2作）
- 監督 - 梶間俊一
- 撮影 - 池田健策（JSC / 第1作）
- 照明 - 目時威邦（第1作）
- VE - 石川友一（第1作）
- 録音 - 船田浩二（第1作）
- 編集 - 只野信也（第1作）
- スクリプター - 久保田民子（第1作）
- 美術 - 桑名忠之（第1作）
- 装置 - 百地正志（丸和産業 / 第1作）
- 装飾 - 高桑道明（大晃商会 / 第1作）
- 美粧 - 西脇和子（入江美粧 / 第1作）
- 衣裳 - 宮内和美（東京衣裳新社 / 第1作）
- スタイリスト - 岡のぞみ（第1作）
- 選曲 - 山本文勝（第1作）
- 音響効果 - 原田千昭（第1作）
- VTR編集 - 山崎進（第1作）
- MA - 佐藤一誠（第1作）
- 技術 - オーエイギャザリング（第1作）
- スチール - 加藤明美（第1作）
- 擬闘 - 斎藤一之（第1作）
- コーディネーター - 早瀬主税、中村順子（第1作）
- 助監督 - 南柱根（第1作）
- 制作主任 - 今村勝範（第1作）
- 広報担当 - 岩間斉（テレビ朝日 / 第1作）
- 制作担当 - 山田光男（第1作）
- 撮影協力
  - 第1作 - ANA、JR九州、野母崎町、長崎全日空ホテル、グラハーヒル、東彼観光、江間忠木材
- 装飾協力 - COMPAQ、アールブリアン
- 車輌 - ストロングワーク
- 音楽協力 - テレビ朝日ミュージック
- プロデューサー
  - テレビ朝日 - 佐藤涼一、井圡隆
  - 東映 - 加藤貢、金丸哲也
- 制作 - テレビ朝日、東映

## 放送日程
| 話数 | 放送日        | サブタイトル                                     | 脚本     | 監督     | 視聴率 |
| ---- | ------------- | ------------------------------------------------ | -------- | -------- | ------ |
| 1    | 2002年2月16日 | 居眠り刑事とダメ出し検事の長崎思案橋殺人慕情     | 坂田義和 | 梶間俊一 | 17.3%  |
| 2    | 8月03日       | 能登金剛殺人慕情！金沢・和倉温泉から消えた謎の女 | 西岡琢也 | 梶間俊一 | 17.9%  |

- 視聴率はビデオリサーチ調べ、関東地区・世帯